# Florian Stalder
Florian Stalder (Lenk, 13 settembre 1982) è un ex ciclista su strada svizzero.

## Piazzamenti

### Grandi Giri
- Giro d'Italia

2010: 81º
- Vuelta a España

2006: 73º

### Classiche monumento
- Giro di Lombardia

2006: ritirato

### Competizioni europee
- Campionati europei

Atene 2003 - Cronometro Under-23: 48º
Atene 2003 - In linea Under-23: 27º
Otepää 2004 - In linea Under-23: 54º